# Skallen (kulle i Antarktis)
Skallen är en kulle i Antarktis. Den ligger i Östantarktis. Norge gör anspråk på området.
Terrängen runt Skallen är kuperad söderut, men österut är den platt. Havet är nära Skallen åt nordväst. Trakten är obefolkad. Det finns inga samhällen i närheten. 